# Vesa Rosendahl
Vesa Rosendahl (5 december 1975) is een voormalige Finse langebaanschaatser. Zijn beste afstand was de 1500m. Gedurende zijn lange carrière reed de Fin ook vele allroundtoernooien. Zo was hij tijdens het EK allround van 2003 in Heerenveen de laatste Fin die zich wist te plaatsen voor een 10km tijdens een internationaal allroundtoernooi.
De jongere broer van Vesa Rosendahl, Risto was eveneens schaatser.

## Records

### Persoonlijke records
| Afstand      | Tijd     | Datum            | Baan           |
| ------------ | -------- | ---------------- | -------------- |
| 500 meter    | 37,08    | 7 januari 2005   | Heerenveen     |
| 1000 meter   | 1.11,55  | 14 februari 2004 | Collalbo       |
| 1500 meter   | 1.48,02  | 19 februari 2002 | Salt Lake City |
| 3000 meter   | 3.53,28  | 6 oktober 2001   | Calgary        |
| 5000 meter   | 6.39,87  | 15 maart 2001    | Calgary        |
| 10.000 meter | 13.59,91 | 16 maart 2001    | Calgary        |

## Resultaten
| Jaar | EK Allround | WK Allround | WK Afstanden | Olympische Spelen | WK Junioren |
| ---- | ----------- | ----------- | ------------ | ----------------- | ----------- |
| 1992 |             |             |              |                   | NC27        |
| 1993 |             |             |              |                   | NC29        |
| 1994 |             |             |              |                   | NC26        |
| 1995 |             |             |              |                   | 13e         |
| 1996 | NC23        | NC33        |              |                   |             |
| 1997 | NC21        |             |              |                   |             |
| 1998 | NC21        |             |              |                   |             |
|      |             |             |              |                   |             |
| 2000 | NC19        |             |              |                   |             |
| 2001 | NC19        |             | 20e 1500m    |                   |             |
| 2002 | NC19        |             |              | 27e 1500m         |             |
| 2003 | 15e         |             | 12e 1500m    |                   |             |
| 2004 |             |             | 22e 1500m    |                   |             |
| 2005 | NC19        |             |              |                   |             |

NC19 = niet gekwalificeerd voor de laatste afstand, maar wel als 19e geklasseerd in de eindrangschikking